# Dioptrornis

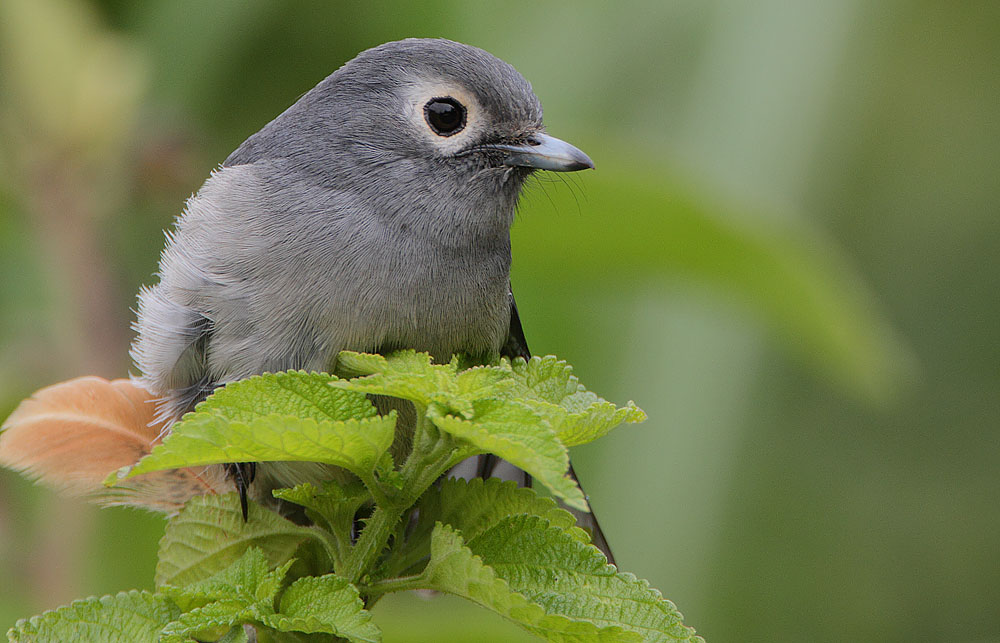
Un gobemouche de Fischer (Dioptrornis fischeri, désormais Melaenornis fischeri).

Dioptrornis Fischer & Reichenow, 1884 était un genre d’oiseaux de la famille des Muscicapidae.
S'appuyant sur diverses études phylogéniques, le Congrès ornithologique international (classification version 4.1, 2014) transfère les trois espèces de ce genre vers le genre Melaenornis.

## Liste d'espèces
Jusqu'à la classification version 3.5 (2015) du Congrès ornithologique international (ordre phylogénique) :
- Dioptrornis brunneus Cabanis, 1886 – Gobemouche d'Angola
- Dioptrornis fischeri Reichenow, 1884 – Gobemouche de Fischer
- Dioptrornis chocolatinus (Ruppell, 1840) – Gobemouche chocolat